# Mophun
Mophun är en utvecklingsplattform för spel och program för mobiltelefoner. Det tillåter användaren att skriva ett C-liknande  programspråk som sedan kompileras till en fiktiv processor, PIP. Programmen körs i en virtuell miljö. Ericsson är ett av flera företag som levererat mobiltelefoner med Mophun.